# Trường Teen (Mùa 3)
Mùa thứ ba của chương trình Trường Teen được phát sóng từ ngày 8 tháng 7, 2018 đến ngày 21 tháng 10, 2021. Trần Ngọc là dẫn chương trình mùa này.

## Luật chơi
Nội dung nói chung tương tự như mùa 1, chỉ khác là 2 trường THPT tham gia cùng nhau, mỗi đội 3 thành viên cùng 1 trường. Có tổng cộng 4 lượt tranh biện: lượt 1 trong 3 phút, lượt 2 và lượt 3 trong 4 phút và lượt phản hồi trong 2 phút. Riêng trong lượt 2 và 3, bên đối phương có quyền đặt câu hỏi bằng cách bấm chuông (đội bên kia có quyền từ chối câu hỏi) và có 1 phút để đặt câu hỏi. Khi mỗi phần tranh biện kết thúc, HLV sẽ giúp các đội chơi xây dựng và hoàn thiện luận điểm của từng đội, đồng thời giúp củng cố kỹ năng tranh biện của các bạn học sinh, cuối cùng là sẽ cho điểm phần thi theo từng vòng. Riêng ở lượt phản hồi sẽ không có phần nhận xét và cho điểm trực tiếp. Điểm của 3 vòng đầu là 10 điểm/giám khảo còn ở lượt phản hồi là 5 điểm/giám khảo. Sau trận đấu, đội có điểm cao hơn sẽ giành chiến thắng và sẽ được đi tiếp vào vòng trong, còn đội thua sẽ bị loại.
Riêng ở vòng loại 1/14, 1 trong 7 đội thua sẽ được BGK bổ sung vé vớt dựa trên kĩ năng.

## Các tập
| Vòng           | Tập | Ngày phát sóng | Kiến nghị | Đội Ủng hộ                           | Đội Phản đối                        |
| -------------- | --- | -------------- | --- | ------------------------------------ | ----------------------------------- |
| Vòng loại 1/14 | 1   | 8/7/2018       | Chúng tôi phản đối việc lựa chọn học sinh dựa trên đặc quyền về hoàn cảnh                                                                                            | THPT Chuyên Trần Phú - Hải Phòng     | THPT Chuyên Hà Nội - Amsterdam      |
| Vòng loại 1/14 | 2   | 15/7/2018      | Chúng tôi phản đối việc xây dựng Cửu Trùng Đài | THPT Chuyên Nguyễn Trãi - Hải Dương  | THPT Chuyên Hùng Vương - Phú Thọ    |
| Vòng loại 1/14 | 3   | 22/7/2018      | Chúng tôi phản đối việc truyền tải những hình mẫu nhân vật công chúa trong các câu chuyện cổ tích như: Bạch Tuyết - Lọ Lem - Công chúa ngủ trong rừng đối với trẻ em | THPT Chuyên ĐH Sư phạm - Hà Nội      | THPT Chuyên Quốc học Huế            |
| Vòng loại 1/14 | 4   | 29/7/2018      | Chúng tôi khuyến khích con cái phản ánh cách dạy dỗ của cha mẹ trên mạng xã hội                                                                                      | Phổ thông Năng khiếu - ĐHQG - TP.HCM | THPT Chu Văn An - Hà Nội            |
| Vòng loại 1/14 | 5   | 5/8/2018       | Nên ưu tiên phát triển công nghệ tái chế và xử lí rác thải từ nhựa thay cho việc vận động sử dụng nguyên liệu thay thế                                               | THPT Chuyên Nguyễn Huệ - Hà Nội      | THPT Marie Curie - Hà Nội           |
| Vòng loại 1/14 | 6   | 12/8/2018      | Chúng tôi sẽ phát động phong trào #Metoo dành cho bệnh trầm cảm | THPT Quang Trung - Đống Đa - Hà Nội  | THPT Chuyên Ngoại Ngữ - Hà Nội      |
| Vòng loại 1/14 | 7   | 19/8/2018      | Chúng tôi tin rằng người hâm mộ Việt Nam đang gây ra ảnh hưởng tiêu cực đến thần tượng của họ                                                                        | THPT Chuyên Sơn La                   | THPT Quảng Xương I - Thanh Hóa      |
| Tứ kết         | 8   | 26/8/2018      | Chúng tôi, những người ủng hộ phong trào nữ quyền, phản đối hình tượng nhân vật người đàn bà làng chài trong tác phẩm "Chiếc thuyền ngoài xa" (Nguyễn Minh Châu)     | THPT Chuyên Hùng Vương - Phú Thọ     | THPT Chu Văn An - Hà Nội            |
| Tứ kết         | 9   | 2/9/2019       | Chúng tôi không cho phép các công ty phần mềm liên lạc mã hóa dữ liệu người dùng                                                                                     | THPT Chuyên Trần Phú - Hải Phòng     | THPT Marie Curie - Hà Nội           |
| Tứ kết         | 10  | 9/9/2018       | Chúng tôi phản đối quan niệm "Hãy theo đuổi đam mê - Thành công sẽ theo đuổi bạn"                                                                                    | THPT Quảng Xương I - Thanh Hóa       | THPT Chuyên ĐH Sư phạm - Hà Nội     |
| Tứ kết         | 11  | 23/9/2018      | Ở các nước đang phát triển, chúng tôi tin rằng những gia đình khó khăn nên tập trung toàn bộ nguồn lực cho đứa con tài giỏi nhất                                     | THPT Chuyên Hà Nội - Amsterdam       | THPT Quang Trung - Đống Đa - Hà Nội |
| Bán kết        | 12  | 30/9/2018      | Chúng tôi sẽ sống ở các quốc gia ưu tiên phát triển chỉ số kinh tế thay vì chỉ số hạnh phúc                                                                          | THPT Chu Văn An - Hà Nội             | THPT Chuyên Trần Phú - Hải Phòng    |
| Bán kết        | 13  | 14/10/2018     | Chúng tôi tin rằng mục tiêu cao cả của giáo dục là tìm kiếm việc làm                                                                                                 | THPT Chuyên ĐH Sư phạm - Hà Nội      | THPT Quang Trung - Đống Đa - Hà Nội |
| Chung kết      | 14  | 21/10/2018     | Chúng tôi sẽ phổ cập Giáo dục Trung học Phổ thông ở Việt Nam | THPT Quang Trung - Đống Đa - Hà Nội  | THPT Chu Văn An - Hà Nội            |